# Krimsel
Krimsel (Jiddisch: כרעמזלעך, gremsjelies of gremsjeliesj) zijn typisch Nederlands-Joodse koekjes die met Pesach worden gegeten.
Met Pesach mag men in de Joodse traditie geen gegist brood of gebak eten, daarom eet men matses en producten van matsemeel. Voor Pesach wordt elk product dat mogelijk gist bevat of gerezen is uit huis verwijderd.
Krimsel worden gemaakt van matsemeel met ei, suiker, amandelen, rozijnen, kaneel, stemgember, citroen en soms geraspte appel of sukade. De koekjes worden gebakken in olie. Vanwege de spijswetten worden ze niet in boter gebakken: door ze in olie te bakken kunnen ze zowel na een maaltijd met vlees als na een maaltijd met melk gegeten worden.